# 种玉杰
种玉杰（1959年—），男，中国京韵大鼓表演艺术家，北京市曲艺团原团长，现任中国曲艺家协会副主席，北京歌剧舞剧院副院长。